# Paper Mate
Paper Mate & Associates (en español: Paper Mate y Asociados) es una compañía de productos de escritorio estadounidense, con sede en Oak Brook, Illinois..

## Historia
La Eagle Pencil Company fue fundada en 1856 por Daniel Berolzheimer en la ciudad de Nueva York. Su primer producto de fabricación fue el lápiz de grafito. Dado el rápido crecimiento de la empresa, unos años más tarde se establecieron plantas en Inglaterra, Canadá, Australia y México.
A principios de la década de 1940, Patrick J. Frawley constituyó su primera empresa, una empresa de lápices. En 1949, The Pen Company Frawley desarrolló una nueva tinta revolucionaria que se secaba al instante. La pluma que usaba esta tinta fue llamada «El Paper Mate». En 1955, Pen Company Frawley fue adquirida por Gillette por $15,5 millones. A finales del 2000, la división de productos de papelería de Gillette fue comprada por Newell Rubbermaid.
En 1956, con el objetivo de iniciar el desarrollo de la empresa en América del Sur, se fundó la Eagle Pencil Company de Colombia S.A. con sede en la ciudad de Bogotá. En su etapa inicial esta sede basó su producción en los lápices grafito y de colores. 
Para 1970, la Eagle Pencil cambia su nombre a Berol S.A. Esta transformación vino acompañada de una reactivación tecnológica que impulsó y proyectó a la empresa hasta llegar a ocupar el destacado lugar que ocupa hoy en día. En 1986 Berol es adquirida por Empire, conservando su razón social. En 1992 el grupo inversionista americano AEA compra Berol a nivel mundial. En 1995 Berol S.A. es adquirida a nivel mundial por el grupo Newell (hoy Newell Rubbermaid Inc), una corporación norteamericana poseedora de más de veinte compañías de producción y comercialización de productos de consumo, con más de 40.000 empleados a nivel mundial. 
En los Estados Unidos, dentro de las compañías que pertenecen a Newell Rubbermaid Inc., se encuentra Sanford que, constituyéndose como división, reúne a todas las empresas del grupo que producen elementos de escritura y dibujo. En 1996 Berol S.A. en Colombia, cambia su razón social a Newell Sanford S.A. Y en el 2000, adquiere la división Paper Mate de productos para escritura con marcas tan reconocidas como Kilométrico, PARKER y WATERMAN.

## Productos

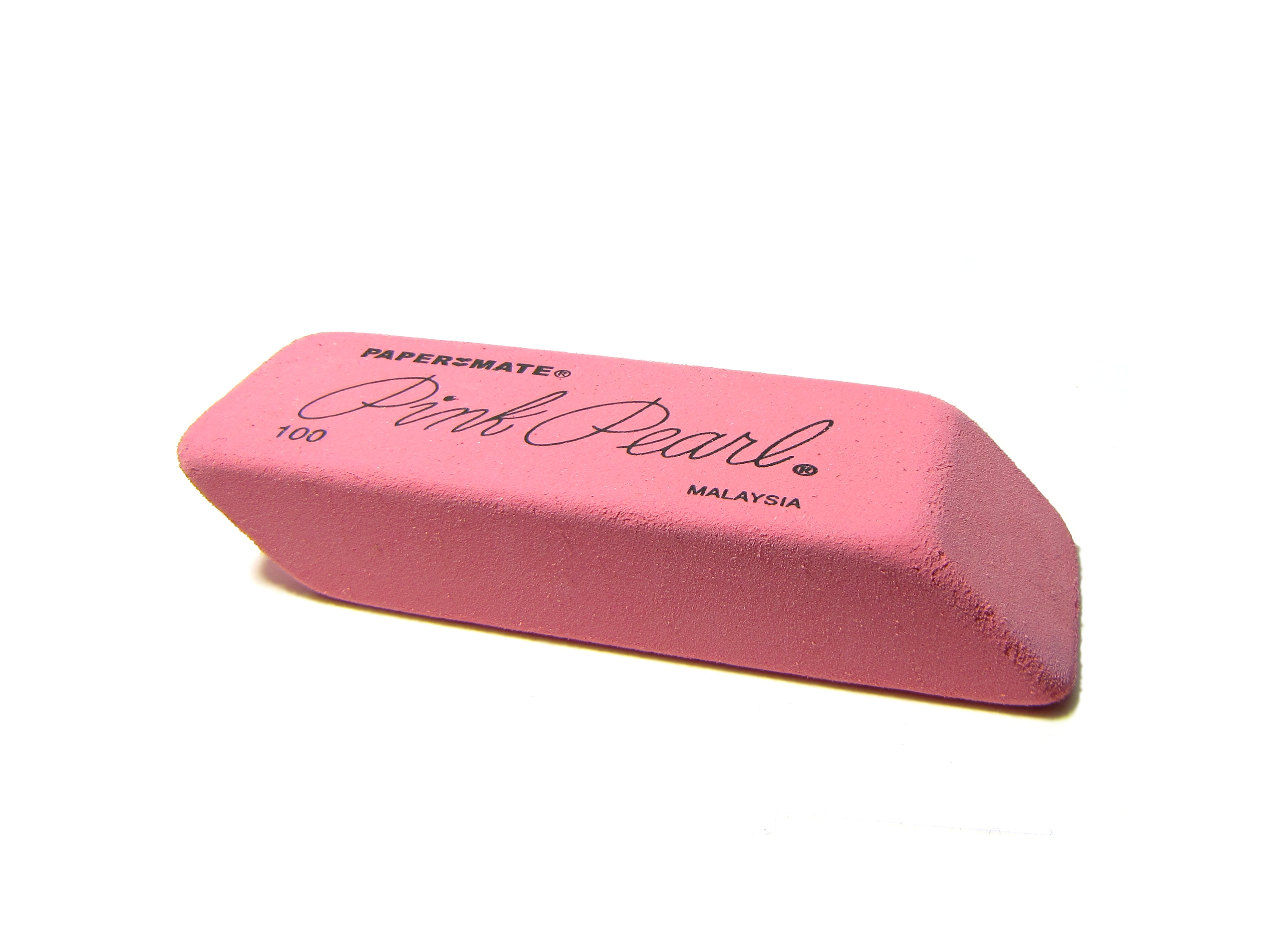
Goma de borrar fabricada por la empresa.

Paper Mate produce bolígrafos, portaminas, rotuladores y borradores, en diferentes tamaños y colores. En 2010, Paper Mate lanzó al mercado una serie de productos biodegradables como bolígrafos, lápices grafito, y borradores.
Lápices de grafito
- Mirado
- Eaaglun
- Mongol
- Turquoise
- Magicolor

Bolígrafos
- Clearpoint
- PhD
- Inkjoy
- X-Tend Multifuncional
- X-Tend
- X-Tend Retráctil
- Retráctil Suregrip
- Eraser Mate
- Eraser Max
- Pop
- Pop Grip
- Pop Fast
- Pop Hot
- Pop Fino
- Kilométrico
- Parker
- Waterman

Gels
- Gel Stick

Rollers
- Gel Roller
- Gel Roller RT

Plumígrafos
- Flair

Portaminas
- PhD
- X-Tend Multifuncional
- Clearpoint
- X-Tend Business
- X-Tend Fashion
- G-Force

Correctores
- Pluma Liquid Paper
- Botella Liquid Paper
- Dryline

Gomas de borrar
- E/Racer
- Pink Pearl
- E-Racer Repuesto